# Kramceanka, Velîka Pîsarivka
Kramceanka (în ucraineană Крамчанка) este un sat în comuna Soldatske din raionul Velîka Pîsarivka, regiunea Sumî, Ucraina.

## Demografie
Componența lingvistică a localității Kramceanka
     Rusă (90,81%)
     Ucraineană (8,92%)
Conform recensământului din 2001, majoritatea populației localității Kramceanka era vorbitoare de rusă (90,81%), existând în minoritate și vorbitori de ucraineană (8,92%).